# 天问街道
天问街道，中华人民共和国湖南省岳阳市屈原管理区下属的一个街道。除行政、财税外，其他事务包括民事、区划与统计等全部归入汨罗市。

## 建制沿革
- 2007年7月15日，析营田镇7个居委会（青山寺、槐花、余家坪、虎形山、推山咀、桔园、凤凰），置天问街道。

## 行政区划
天问街道下辖2个社区：
- 凤凰社区、桔园社区